# Duguetia gentryi
Duguetia gentryi este o specie de plante angiosperme din genul Duguetia, familia Annonaceae, descrisă de Paulus Johannes Maria Maas. Conform Catalogue of Life specia Duguetia gentryi nu are subspecii cunoscute.